# 裘莉娅·克洛克纳
裘莉亞·克洛克納（德語：Julia Klöckner，1972年12月16日—），德國政治人物與前媒體人，現任德國聯邦議院議長，隸屬基督教民主聯盟（CDU）。她曾於2018年至2021年擔任德國聯邦政府糧食與農業部長，亦為長年活躍於萊茵蘭-普法爾茨州的基民盟要角，並曾任該州黨主席及聯邦副主席。克洛克納出身於葡萄酒釀造家庭，早年為記者與電視主持人，後轉入政壇，是德國政界少數曾橫跨傳媒與農業政策的女性領袖人物之一。

## 經歷
裘莉亞·克洛克納於2002年首次當選為德國聯邦議院議員，代表萊茵蘭-普法爾茨州的克羅伊茨納赫選區。2009年，她獲任命為聯邦糧食、農業與消費者保護部的國會國務祕書，成為聯邦政府成員之一。
2010年，克洛克納當選為萊茵蘭-普法爾茨基督教民主聯盟（CDU）主席，並於2011年至2018年期間擔任該州議會黨團領袖，領導該州基民盟參與多次州選舉。2012年起，她進一步晉身黨中央，擔任聯邦CDU副主席，直至2022年。
2018年3月，克洛克納在第四屆梅克爾內閣中出任德國聯邦糧食與農業部部長，任內推動可持續農業政策、食品標示改革與消費者保護等措施，任期至2021年12月。
2021年，她再次當選為聯邦議院議員，代表克羅伊茨納赫-比爾肯費爾德選區。2025年3月25日，克洛克納當選為第21屆德國聯邦議院議長，成為德國史上第二位女性議長，也是首位由女性接替女性的議長。